# Pápai állam
A pápai állam vagy egyházi állam (latinul: Status Pontificius, vagy Patrimonium Petri („Péter öröksége”), olaszul: Stato Ecclesiastico, Stato della Chiesa) a pápák világi fejedelemsége volt 756-tól 1870-ig.

## A Patrimonium Petri megalakulása
Az Egyházi Állam eredetét a középkori hagyomány a hamisított constantinusi adománylevél alapján Nagy Konstantinra vezeti vissza, aki eszerint I. Szilveszter pápának ajándékozta egész Itáliát. 
Kétségtelen, hogy a pápák már a keresztényüldözés korában jelentős ingatlanok fölött rendelkeztek. 313 után a császárok, az előkelő és szenátori családok oly bőkezűen adtak területeket a pápáknak, hogy a 6. század végén a pápai birtok összterülete már kb. 220 km², jövedelme pedig több mint 6 millió aranymárka volt. A birtokok többsége Rómában és környékén, kisebb részei Korzika, Szardínia, Szicília szigetén, Dél-Galliában, Isztriában és Afrikában volt. A kedvező anyagi helyzet tette lehetővé a pápák széles körű szociális és védelmi tevékenységét, és a Nyugatrómai Birodalom bukása (476) után Itália uralkodójának feladatkörét kezdték betölteni, de a „Patrimonium Sancti Petri”-nek, azaz Szent Péter Örökségének nevezett birtokok a bizánci császárok fennhatósága alá tartoztak. 
Nagy Szent Gergely pápa (uralkodott: 590–604 közt) fejlett gazdálkodási módszereket vezetett be, és a birtokigazgatást észszerűen újjászervezte. Így a birtokok jövedelméből nemcsak a növekvő egyházkormányzat kiadásait és Róma védelmét tudta fedezni, hanem bőven jutott szociális célokra is.

## 8. század: a pápai állam létrejötte

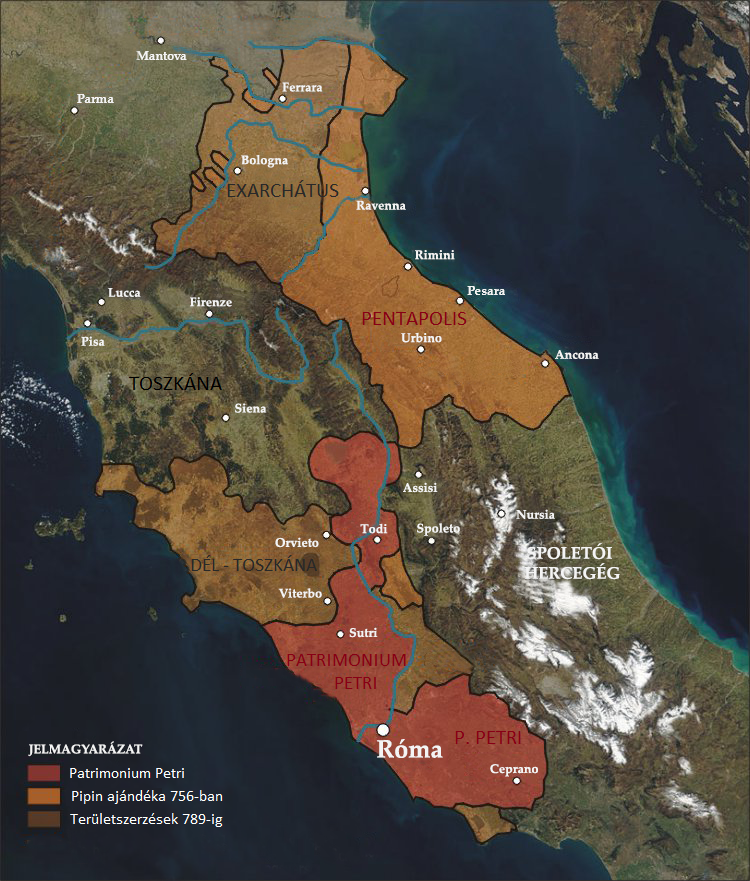
A pápaság területének változása a 8. században

A képrombolás idején a rómaiak elűzték a bizánci helytartót, és 727-ben II. Gergely pápát elismerték világi uruknak is. Rómát és környékét ekkor Ducatus Romanusnak, római hercegségnek hívták. Liutprand longobárd király 728-ban Sutri, 742-ben pedig Amelia, Orta, Bomarzo és Bieda várost is odaajándékozta a pápának.
Aistulf longobárd király azonban meg akarta hódítani Rómát is, ezért III. István pápa – miután Bizánchoz hiába fordult – átkelt az Alpokon, és Kis Pipin frank királyhoz fordult segítségért. Pipin legyőzte Aistulfot, és az elhódított területekből 756-ban visszaadta a római dukátust, és a Ravennai Exarchátussal és a Pentapolisszal (Ancona, Fano, Pesaro, Rimini, Sinigaglia városokat) együtt ünnepélyesen a pápának adományozta, és ezzel megalapította az Egyházi Államot. 
Pipin az adományt a pápától ráruházott római patrícius minőségében tette, s ezzel mintegy hűbérurává vált a pápának.
A pápa fölszabadult a kelet-római császár fennhatósága alól, szuverén uralkodó lett, ennek jeleként a pápai oklevelekből elmaradt a császár uralkodási éveihez igazodó keltezés. I. Adorján pápa pedig már saját pénzt is kezdett veretni.
Nagy Károly megsemmisítve a Longobárd Királyságot 774-ben, 781-ben, és 787-ben megerősítette és Toszkána egy részével növelte atyja adományait.

## Nagy Károlytól Avignonig
III. Leó pápa hűséget esküdött Károlynak, majd 800. december 25-én császárrá koronázta. Károly mint római császár a római népet hűségesküre kötelezte, és a legfelső bírói hatalmat magának tartotta fenn. Az Egyházi Állam függésbe került a császártól: a 824-ben kiadott Constitutio Romana szerint a pápai tisztviselők (duces) alá voltak rendelve a császári megbízottaknak (missi), és a pápának népével együtt hűségesküt kellett tennie a császárnak. A császári fennhatóság nem bizonyult maradandónak: I. (Szent) Miklós pápa már teljesen szuverén uralkodó volt, és 875-ben Kopasz Károly király le is mondott az Egyházi Állam fölötti joghatóságról.
A Frank Birodalom fölbomlását (843–880) a sötét század követte: Róma környékét a pápák rokonai foglalták el, a ravennai exarchátus és a Pentapolisz apró birtokokra szakadva a ravennai érsek hűbérese lett. Ennek Nagy Ottó vetett véget azzal, hogy 962-ben visszaállította a császárságot, koronázása után megerősítette Pipin és Nagy Károly adományait, sőt növelte a spoletói és Beneventói Hercegséggel, és az araboktól visszahódítandó Szicíliával. Valójában 1000 körül az Egyházi Állam csak a Patrimonium Petrire korlátozódott, Beneventum IX. Leó pápa, Spoleto II. Viktor pápa, a kibontakozó nápoly–szicíliai királyság II. Miklós pápa idején került az Egyházi Államhoz. Matild toszkán őrgrófnő Szent VII. Gergely pápát (uralk. 1073–1085) tette meg örökösévé. Ebből hosszú küzdelem következett, mert Toszkánára a császárok is igényt tartottak.
Az Egyházi Állam a 12. század elején területileg már nagy volt, de belső életét családok hatalmi harcai és demokratikus mozgalmak (Bresciai Arnold) zavarták. Határait III. Ince pápa visszaállította, lakóitól engedelmességet követelt, a római császári prefektust és a tanácsot maga alá rendelte. IV. Ottó 1201. június 8-án a neussi esküben elismerte a pápa igényét Matild örökségére, és az Egyházi Állam határait kb. az 1860. évi állapotban vonta meg.
II. Frigyes német-római császár hódító szándékával szemben az Egyházi Állam szövetkezett az itáliai városokkal. A Hohenstaufok bukása után a pápa visszakapta régi birtokát, melyet III. Fülöp francia király 1273-ban a Venaissini Grófsággal növelt. A neussi esküt a Habsburg-házi I. Rudolf 1275-ben megerősítette, 1279-ben itáliai városait feloldotta hűségesküjük alól, és a pápának adta. Rudolf lemondása után a guelfek és ghibellinek pártharcai következtében az Egyházi Állam városaiban egy-egy család került uralomra (pl. Ravennában a Polenta, Riminiben a Malatesta, Urbinóban a Montefeltre család).

## Avignontól az újkorig
Az avignoni fogság idején VI. Kelemen pápa 1348-ban megvásárolta Avignont. A pápák távolléte teljes anarchiát váltott ki az Egyházi Államban (Cola di Rienzo). Albornoz bíboros 1355 körül újjászervezte az Egyházi Államot: 100 vikariátusra osztotta, a fontos hivatalokból kizárta a nemességet, a pápai rendeleteket és városi statútumokat törvénykönyvbe gyűjtötte, mely 16. századi felülvizsgálata után Constitutiones Aegidianae címen 1870-ig érvényben volt.
A nyugati egyházszakadás ismét lehetetlenné tette a fejlődést. XII. Gergely pápa 1408-ban pénzzavarában Rómát és az Egyházi Államot 25 000 aranyforintért eladta László nápolyi királynak, mire László 1409-ben megszállta az Egyházi Államot és bevonult Rómába. V. Sándor pisai ellenpápa és XIII. János pápa háborút viselt ellene. V. Márton pápa 1420-ban II. Johanna nápolyi királynő segítségével tudta visszaszerezni az államot.
Az V. Miklós pontifikátusától (1447) III. Pál uralkodásának végéig (1549) tartó időszakot véget érő időszakot nevezik a reneszánsz pápaság korának. A leghíresebb reneszánsz pápa VI. Sándor (1492–1493) volt.
A nepotizmusnak az Egyházi Államot fölbomlással fenyegető veszedelmét II. Gyula pápa 1503–1513 között hárította el, aki győztes csatáival lényegesen növelte az állam területét. XIII. Gergely pápa egységesítette a kormányzást, V. Szixtusz pápa (1585–1590) pedig pénzügyi reformot hajtott végre, és leszámolt a rablóbandákkal. VIII. Orbán pápa 1623–1644 között újjászervezte az államtitkárságot. Ezeknek köszönhetően az Egyházi Állam a 17–18. században nyugodt belső életével a tudományok és művészetek nagy támogatója lett.

## Napóleoni kor
1791. szeptember 14-én az alkotmányozó gyűlés Franciaországhoz csatolta Avignont és a Venaissin-i Grófságot (Comtat Venaissin). 1796-ban Bonaparte tábornok megszállta az Egyházi Állam egy részét, 1797. február 19-én a tolentinói békében Ferrarát, Bolognát és Romagna tartományt a Ciszalpin Köztársasághoz csatolták. 1798-ban a Rómát megszálló Berthier tábornok az Egyházi Államot köztársasággá nyilvánította, február 20-án pedig a Francia Köztársasághoz csatolta. 1800-ban Bonaparte mint első konzul a tolentinói békében megvont határok között visszaállította az Egyházi Államot. 

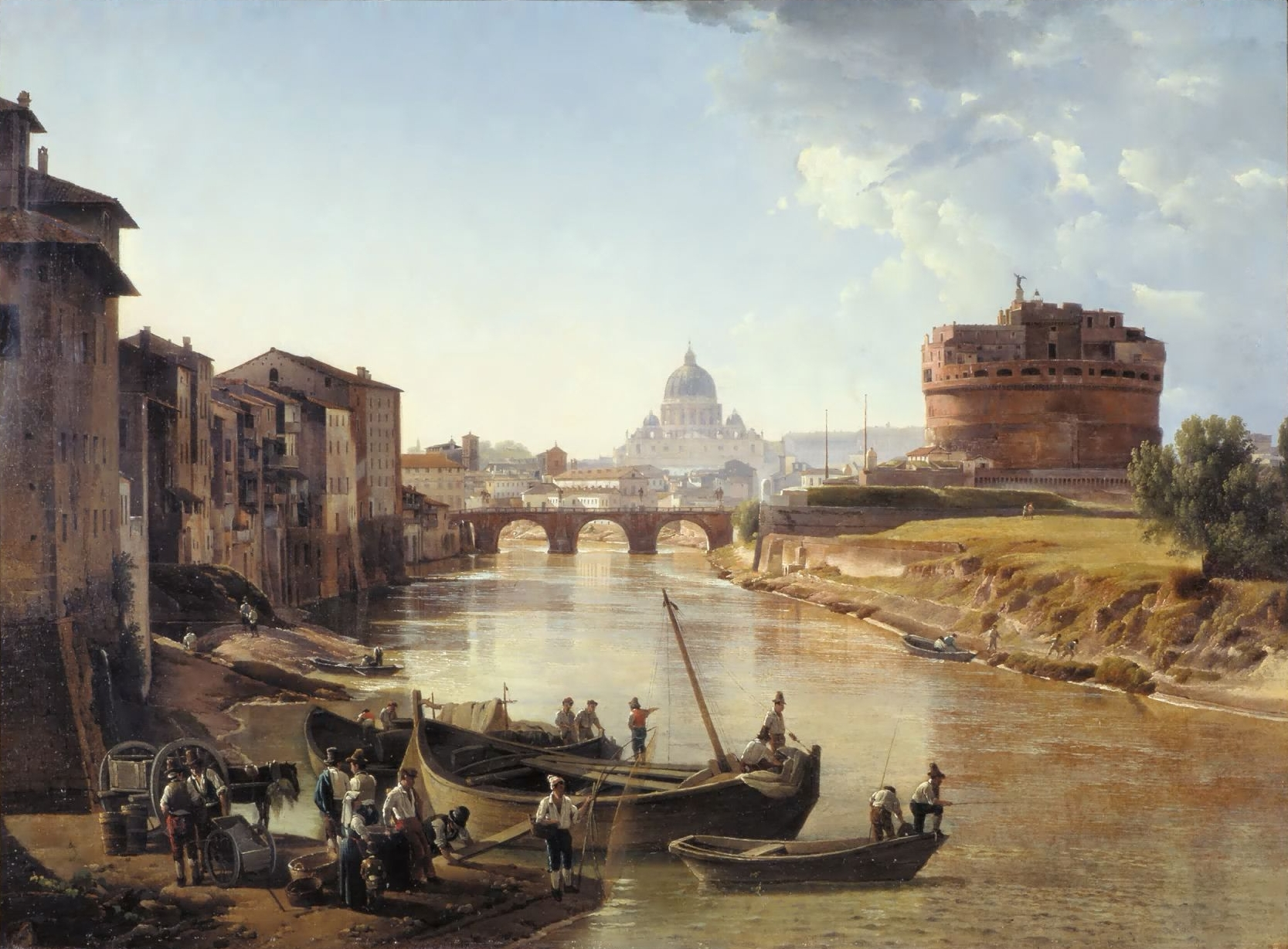
Róma látképe (1825)

1808. április 2-án – már császárként – Urbinót, Camerinót és Maceratát, 1809. május 17-én a többi tartományt, 1810. február 17-én magát Rómát is Franciaországba kebelezte. A bécsi kongresszus 1815-ben Avignon, a Venaissini Grófság és a ferrarai legáció kis részének kivételével az Egyházi Államot helyreállította.

## Az olasz nacionalizmus és az Egyházi Állam vége
A következő évtizedekben az olasz egység mozgalmai támadták Szent Péter Örökségét. XVI. Gergely pápa a régi rendet próbálta fönntartani, ellenben  IX. Piusz pápa megszüntette a katonai hatalmat, korlátozta a rendőrséget, amnesztiát adott a polgári foglyoknak. 1847. április 19-én létrehozott egy népképviseleti tanácsot. A párizsi forradalom hírére 1848. március 14-én új alkotmányt adott: kétkamarás országgyűlést tervezett (az egyiket a pápai kormány nevezi ki, a másikat a nép választja; a megszavazott törvényjavaslatokat a bíborosi konzisztórium felülvizsgálja, és szentesítésre a pápa elé terjeszti). A nép követelni kezdte, hogy a pápa üzenjen hadat Ausztriának, mely ellen a pápa április 29-én tiltakozott. A liberálisok kívánságára kinevezett Pellegrino Rossi miniszterelnököt november 15-én meggyilkolták. A nép a pápát demokrata minisztérium fölállítására kényszerítette, ezért IX. Piusz november 25-én Gaetába menekült, és november 27-én érvénytelenítette az új kormány rendeleteit.
A képviselőház ideiglenes kormányt nevezett ki, amely december 29-én alkotmányozó gyűlést hívott össze. A gyűlés a pápai kiközösítés ellenére 1849. február 5-én összeült és február 9-én 120:23 arányban kikiáltotta a római köztársaságot. A pápa tiltakozott és a katonai hatalmak beavatkozását helyezte kilátásba. A köztársaság 10 000 önkéntest küldött Károly Albert szárd–piemonti király segítségére. Március 23-án Radeczky tábornagy a novarai csatában legyőzte a szárd–piemonti haderőt, ami megpecsételte a köztársaság sorsát is. Az alkotmányozó gyűlés diktátori hatalmat adott 3 tagjának. Közben Franciaország, Ausztria, Spanyolország és a Nápolyi Királyság megegyeztek a pápával a fegyveres beavatkozásról. Oudinot francia tábornok április 5-én Civitavecchiánál 9000 katonával partra szállt, és Róma alá vonult. Sikertelen tárgyalások után, június 5-én ostromolni kezdte a várost, és július 3-án be is vette azt. Július 15-én egy 3 bíborosból álló bizottság, a „vörös triumvirátus” megkezdte a rendcsinálást. Az alkotmányozó gyűlés tagjait 15–20 évi börtönre ítélték, ismét működni kezdett a titkosrendőrség, és szigorúan megbüntették a törvényszegőket. IX. Piusz pápa 1850. április 12-én francia katonák fedezete alatt visszatért Rómába. Az Egyházi Államban rendőri abszolutizmus lépett életbe.
1859-ben az szárd–francia–osztrák háború kezdetén az Egyházi Állam semlegességet jelentett be. A legációk azonban elszakadtak tőle, és II. Viktor Emánuel szárd királyhoz csatlakoztak, aki e tartományok élére ideiglenes kormányt nevezett ki. Garibaldit főparancsnokká tette, és nemzetgyűlést hívott össze, amely szeptember 1-jén kimondta a legációk egyesítését a Szárd–Piemonti Királysággal. Ezt 1860 márciusában egy meghamisított népszavazással szentesítették. Közben Garibaldi meghódította Nápolyt és Szicíliát, és miután létrehozták az összeköttetést Észak- és Dél-Itália között, az Egyházi Állam területének 3/4-ét, lakóinak 4/5-ét elvesztette. IX. Piusz pápa uralma csak a Patrimonium Petrire korlátozódott (római dukátus, velletri legáció, civitavecchiai, viterbói, frosinonei delegáció, 12 803 km², 692 100 lakos). Az olasz nemzeti párt Rómát tekintette fővárosának, ezért Garibaldi 1862-ben sikertelen kísérletet tett a város elfoglalására.

### 1860-as adatok
A területe 41 187 km², lakossága pedig 3 125 000 fő volt. 
Határai (1860) : Lombard–Velencei Királyság, Toszkánai és Modenai Hercegség, Adriai-tenger, Nápolyi Királyság, Földközi-tenger.
Részei (1860) : a római dukátus, 6 legáció (Bologna, Ferrara, Forlì, Ravenna, Urbino-Pesaro, Velletri), 13 delegáció (Viterbo, Civitavecchia, Orvieto, Ancona, Macerata, Fermo, Ascoli, Camerino, Perugia, Spoleto, Rieti, Frosinone, Benevento). 1789-ig része volt az Avignoni és a Venaissin-i Grófság is.

### 1860 után
1864. szeptember 15-én Franciaország és Olaszország megegyezett, hogy a francia csapatok két éven belül elhagyják az Egyházi Államot. Amint ez 1866 decemberében megtörtént, önkéntes csapatok indultak Róma „fölszabadítására”. E hírre egy francia hadosztály szállt partra, s velük a pápai hadsereg november 3-án Mentana mellett megverte Garibaldi seregét.

### Az egyházi állam vége
1870 augusztusában a porosz–francia háború kitörésekor a francia csapatok elhagyták az Egyházi Államot. Szeptember elején Viktor Emánuel engedélyt kért IX. Piusztól, hogy a királyi csapatok az ország nyugalma érdekében megszállhassák az Egyházi Államot. A pápa ezt szeptember 11-én elutasította, ezért az olasz csapatok minden oldalról benyomultak az Egyházi Államba. Szeptember 16-án elfoglalták Civitavecchiát, 19-én megostromolták Róma falait, 20-án pedig a pápa utasítására a pápai hadsereg beszüntette a védekezést. Október 2-án népszavazás döntött (133 681 szavazattal 1507 ellenében) arról, hogy a város egyesüljön az olasz királysággal. Október 9-én a király rendelettel föloszlatta a pápai hadsereget és elbocsátotta a pápai hivatalnokokat. A pápa mellett csak a Svájci Gárda és az udvari tisztviselők maradtak. 1870. november 1-jén IX. Piusz kiközösítette mindazokat, akik részt vettek az Egyházi Állam annexiójában.

## 1870 után
1871 májusában az olasz kormány az ún. kezességi törvényben kísérletet tett a helyzet rendezésére: a törvény szövege szerint a pápa szuverén államfő, személye sérthetetlen, követeket küldhet és fogadhat, felségterülete a Vatikán, a Laterán és a Castel Gandolfói kastélyok, évente 3 225 000 líra illeti meg. A pápa az ajánlatot nem fogadta el és a felkínált támogatás helyett a hívők péterfilléreire hagyatkozott. Utódai továbbra is fenntartották az Egyházi Államhoz való jogukat, és az ebből fakadó római kérdést 1929. február 11-én a lateráni egyezmény oldotta meg Vatikán Állam megalakulásával.